# توربو غولف ريسينغ
توربو غولف ريسينغ (بالإنجليزية: Turbo Golf Racing)‏ هي لعبة سباق غولف من تطوير هيوجكالف ستوديوز ونشر شركة سيكريت مود، صدرت النسخة الأولية من اللعبة في 4 أغسطس 2022 على أجهزة مايكروسوفت ويندوز، إكس بوكس ون وإكس بوكس سيريس إكس وسيريس إس.